# Стефан Гунчев
Стефан Гунчев Гунчев е български лекар и учител.

## Биография
Роден е на 18 ноември 1868 г. в Габрово, в семейството на хаджи Гунчо Попиванов и хаджи Иванка Нено Хасекиева. Завършва като извънреден ученик Търновската гимназия „Св. Кирил“ през учебната 1887/1888 г. След това става учител в Поповско. През 1889 г. става класен учител в Поповското околийско училище. Там учителства до 31 август 1894 г. Учи медицина в Лил, Франция, където завършва през 1899 г. След завръщането си в България е назначен за околийски лекар в Троян. В началото на 1903 г. е назначен за градски лекар в Габрово. Работи в Бяла, Пирдоп, Панагюрище, Трявна, Плевен, Котел, Шумен. Умира на 25 март 1928 г. в Габрово.
Женен е за Велика Христова Конкилева, от която има шест сина и две дъщери – Гунчо, Христо, Иван, Колю, Здравко, Цоню, Донка и Анастасия.